# Sandomierz
Sandomierz là một thị trấn thuộc huyện Sandomierski, tỉnh Świętokrzyskie ở trung tâm Ba Lan. Thị trấn có diện tích 29 km². Đến ngày 1 tháng 1 năm 2011, dân số của thị trấn là 24375 người và mật độ 850 người/km².